# Neil J. Salkind
Neil J. Salkind (1947-2017) es el autor del Ciclo de la Investigación Científica, una formulación de pasos a seguir a la hora de aplicar el método empírico-analítico aparte de la forma convencional que se extrae de su obra Métodos de Investigación.
Ha sido profesor de psicología y de investigación en la educación en la Universidad Estatal de Kansas durante más de 30 años en el Departamento de Psicología e Investigación en la Educación otorgándosele un nombramiento honorario en el Departamento de Desarrollo Humano y de la Vida en Familia. Es miembro de SRCD, la Asociación Americana Psicológica, la Asociación Americana para el Avance de Ciencia y la Asociación de Investigación Americana Educativa
Doctorado en filosofía por la Universidad de Maryland desde 1973, completó su educación postdoctoral como un miembro del Bush Child y del Family Policy Institute (Instituto de Política Familiar) en la Universidad de Carolina del Norte en 1980. Fue redactor de Resúmenes y Bibliografía de Desarrollo Infantil (Child Development Abstracts and Bibliography), publicado por la Sociedad para la Investigación en el Desarrollo Infantil (SRCD) a partir de 1988 hasta 2001, organización de la cual sigue siendo miembro activo en varios comités. Se le atribuyen numerosas publicaciones (más de 100) entre artículos y libros, de las que destacamos:
- Métodos de investigación (Methods of investigation), de la que se extrae su Ciclo de la Investigación Científica.
- Enciclopedia de Psicología Educativa (Encyclopedia of Educational Psychology).
- Estadística para la Gente Que Cree Odiar la Estadística (Statistics for People Who (Think They) Hate Statistics).
- Enciclopedia de Medición y Estadística (Encyclopedia of Measurement and Statistics).
- Enciclopedia del Desarrollo Humano (Encyclopedia of Human Development).
- Teorías de Desarrollo Humano (Theories of Human Development).
- Una Introducción a las Teorías de Desarrollo Humano (An Introduction to Theories of Human Development).
- Manual para Diseño de Investigación Social y de Medición Social (Handbook of Research Design and Social Measurement).

## Enlaces
- Currículum y clases que imparte actualmente en la Universidad de Carolina del Norte (en inglés)

- Datos: Q6039534